# Bondarzewiaceae
Bondarzewiaceae là một họ nấm trong bộ Russulales. Loài đặc trưng của hai chi của nó và của cả họ là Bondarzewia montana, gần giống với các loài của Polyporales (và trước đây được xếp vào nhóm này), nhưng phần ngoài của bào tử giống với Lactarius hay Russula. Do đặc điểm này nên nó được xem là có quan hệ giữa các loài có đặc điểm vậy lý không giống nhau theo phát sinh loài phân tử. Theo Tự điển Nấm (10th edition, 2008), họ này gồm 8 chi và 48 loài.
Phân loại được đặt theo tên nhà nấm học người Nga Apollinari Semyonovich Bondarzew.